# Tarrenz
Tarrenz je obec v Rakousku (okres Imst, spolková země Tyrolsko). Její jméno je odvozeno od torrente (it.), neboli prudce tekoucí říčka, bystřina. V obci žije přibližně 2 800 obyvatel.

## Geografie

### Poloha
Tarrenz leží v údolí Gurgltal při ústí říčky Salvesenbach. Ta vytvořila těsně před obcí divokou rokli (Salvesenklamm), která je oblíbeným turistickým cílem. Jádrem obce prochází silnice B179 (Fernpaẞstraẞe), jež vede z Imstu přes průsmyk Fern na Lermoos. K obci patří ještě řada usedlostí a dvorů rozesetých po údolí a okolních stráních. Ze severu a západu ji svírají Lechtalské Alpy. Na jihovýchodě se tyčí štít Tschirgant (2370 m n. m.). Nedaleko se nachází přírodní rezervace Antelsberg.
Obec má rozlohu 74,63 km², z toho 7,6 % připadá na zemědělskou půdu, 8,8 % jsou alpské louky, 61,1 % lesy a 21,1 % tvoří vysokohorské (skalnaté) oblasti.

### Části obce
Od roku 2019 je katastrální území tvořeno obcí Tarrenz. Obec se skládá z těchto částí: Tarrenz, Obtarrenz, Strad, Walchenbach, Dollinger, Dollinger-Lager.

### Sousední obce
Obec sousedí
|           | Namlos Berwang | Nassereith |
| Imst      |                |            |
| Karrösten | Karres Roppen  | Haiming    |

## Historie
První písemná zmínka o obci pochází z roku 1265, od 14. století je v pramenech vedena jako samostatná hospodářská jednotka. Později patřila správou pod obec Imst, v roce 1811 se osamostatnila.

#### Starkenbergové
Rozvoj obce je úzce spjat s rytířským rodem Starkenbergů, kteří do Tyrolska přišli společně se Štaufy na konci 11. století. Na blízkém kopci si postavili hrad Starkenberg, poprvé je zmíněn roku 1217. V průběhu let 1422–1426 se rod dostal do sporu s knížetem Fridrichem IV. Habsburským, hrad byl dobyt a vypleněn. Od té doby je v ruinách. Krátce nato rod vymřel.
Kromě starého hradu, který byl přejmenován na Altstarkenberg, si Starkenbergové postavili v letech 1310 až 1329 ještě jeden hrad – Neustarkenberg. Měl chránit starou římskou cestu (Via Claudia Augusta), která tudy překračovala Alpy, a dnes po jejích stopách vede dálková cyklistická trasa. Kolem nového hradu se pak rozrůstala pozdější obec. V 15. století byl hrad rozšířen. V roce 1809 se nacházel v majetku rodiny Strele z Imstu, která jej přestavěla na zámek. V roce 1816 byl na zámku uveden do provozu pivovar. V současné době je vedle budovy pivovaru umístěno informační centrum Auf Starkenberg.

##### Historie těžby
V celém údolí Gurgltal, které sahá od průsmyku Fern až k Imstu, i v jeho bočních údolích probíhala od pozdního středověku až do raného novověku těžba olověné rudy. Přinesla oblasti skromnou prosperitu, ovšem ta trvala jen do té doby, dokud místní železárny odebíraly zde vytěženou surovinu. V 16. a 17. století byla lokální těžba rudy vytlačena dovozem a těžební činnost byla utlumena. Poslední, naprosto okrajová těžba byla zastavena po druhé světové válce.
V obci je hornický skanzen Knappenwelt Gurgltal, který byl otevřen v roce 2008.

## Znak
Blason: Šikmo doprava dělený štít, jehož obě pole jsou třikrát polcena, nahoře stříbrně a červeně, dole střídavě.
Znak byl obci udělen v roce 1970 a byl převzat od kdysi mocného tyrolského rodu Starkenbergů.